# Джамена (Алба)
Джамена (рум. Geamăna) — село у повіті Алба в Румунії. Входить до складу комуни Лупша.
Село розташоване на відстані 308 км на північний захід від Бухареста, 39 км на північний захід від Алба-Юлії, 58 км на південний захід від Клуж-Напоки.

## Населення
За даними перепису населення 2002 року у селі проживала 1 особа.